# Райский, Войцех
Войцех Райский (пол. Wojciech Rajski; род. 9 июля 1948, Эдвардово, ныне в составе Познани) — польский дирижёр и музыкальный педагог.
Окончил Варшавскую высшую школу музыки по классу дирижирования Богуслава Мадея (1971). Ещё в студенческие годы дирижировал оркестром Союза польских харцеров, выступая с ним по всей Польше.
В 1972 г. дебютировал за пультом Варшавской оперы, продирижировав балетом Адольфа Адана «Жизель». Не прекращая работы в Варшаве, в последующие годы совершенствовал дирижёрское мастерство в Кёльне и в Вене, работал в боннском оркестре Бетховенхалле под руководством Яна Кренца. С 1974 г. также много работал в Познани, в 1978—1980 гг. возглавлял Познанскую филармонию.
В 1982 г. основал и возглавил собственный камерный оркестр, базировавшийся в Сопоте; во главе этого коллектива много гастролировал по Европе и США. Одновременно в 1987—1988 гг. возглавлял Симфонический оркестр Балтийской филармонии. В 1993—2006 гг. художественный руководитель Оркестра Польского радио.
С 1998 г. профессор дирижирования во Франкфуртской высшей школе музыки.